# Cardioïde

De cardioïde of hartkromme is een wiskundige kromme in het platte vlak, een cycloïde die ontstaat door een cirkel met straal {\displaystyle r} rond een even grote cirkel te laten wentelen.
De cardioïde is de voetpuntskromme van een cirkel met als vast punt een punt op de omtrek van die cirkel. 

## Vergelijkingen
De cardioïde kan, zoals alle krommen, door een vergelijking worden beschreven. {\displaystyle a} in de vergelijkingen is geen variabele, maar een constante die afhangt van de afmeting van de cardioïde.

### Cartesische vergelijking
De cartesiaanse vergelijking voor de cardioïde luidt:
{\displaystyle \left(x^{2}+y^{2}+2ax\right)^{2}\ =\ 4a^{2}\left(x^{2}+y^{2}\right)}

### Functietheorie
De cardioïde is het beeld van de cirkel met straal 1 om de imaginaire eenheid i van de complexe functie {\displaystyle f:z\rightarrow az^{2}}.

### Parametervergelijking
De parametervergelijking van de cardioïde wordt gegeven door:
{\displaystyle x(t)=a(2\cos t-\cos 2t)}
{\displaystyle y(t)=a(2\sin t-\sin 2t)}
Dit kan, aan de hand van goniometrische gelijkheden worden herschreven tot:
{\displaystyle x(t)=2a\ (1-\cos t)\cos t}
{\displaystyle y(t)=2a\ (1-\cos t)\sin t}

### Poolcoördinaten
De kromme wordt in poolcoördinaten beschreven als:
{\displaystyle r(\theta )=2a(1-\cos \theta )}
waarbij {\displaystyle \theta } de parameter {\displaystyle t} vervangt.
De cardioïden in de vergelijkingen hierboven komen met elkaar overeen, maar zijn 1 naar links geschoven ten opzichte van de cardioïde in de afbeelding. Voor de cardioïde in de afbeelding is {\displaystyle a=1}.

## Oppervlakte
De oppervlakte, omsloten door de kromme, wordt gegeven door:
{\displaystyle A={\frac {1}{2}}\int _{0}^{2\pi }\ r(\theta )^{2}\ d\theta =2a^{2}\int _{0}^{2\pi }\ (1-\cos \theta )^{2}\ d\theta }
wat kan worden herleid tot
{\displaystyle A=6\pi a^{2}}

## Booglengte
De booglengte van de cardioïde met als poolcoördinaten
{\displaystyle r(\theta )=2a(1-\cos \theta )}
is gelijk aan
{\displaystyle L=16a}

## Websites
- (en)  MathWorld. Cardioid.